# ماوريسيو أليغو
ماوريسيو أليغو (بالإسبانية: Mauricio Alejo)‏ هو رسام ومصور مكسيكي، ولد في 1969.